# Traditio legis

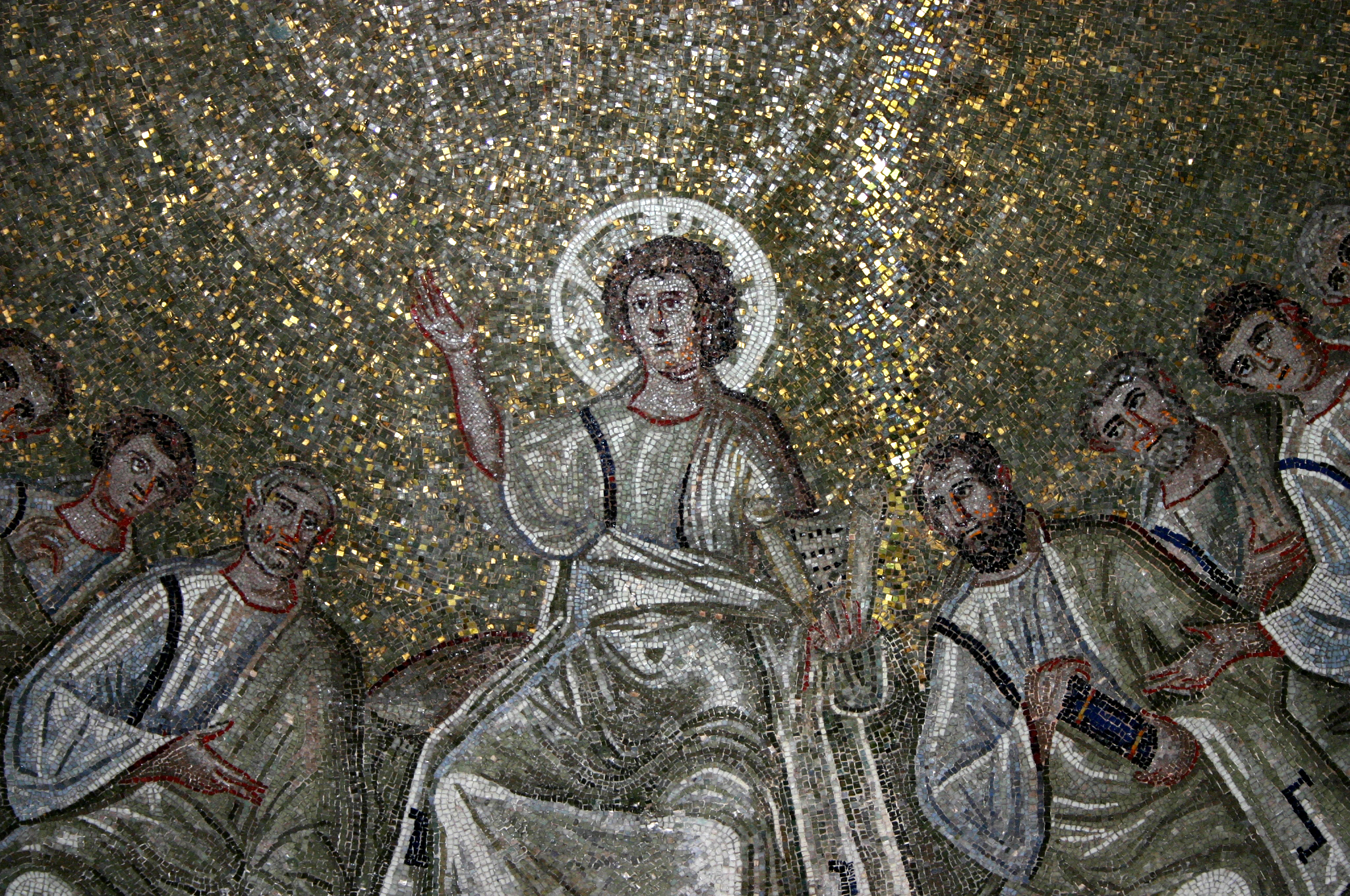
Dettaglio dei mosaici (traditio legis) del sacello di Sant'Aquilino a Milano

La traditio legis  ("consegna della legge") è un tema iconografico tipico dell'arte paleocristiana. Si tratta di raffigurazioni di Cristo tra san Paolo e san Pietro, a cui porge un rotolo, con l'eventuale presenza di altri apostoli. 
Tale raffigurazione, presente soprattutto nell'area di influenza romana, rappresenta la trasmissione del messaggio evangelico, la "buona novella",  agli apostoli ed in particolare a Pietro, fondamento dell'autorità papale.
La traditio legis aveva quindi un contenuto anche ideologico e campeggiava infatti nel catino absidale dell'antica basilica di San Pietro.
Cominciò ad essere utilizzata in ambito funerario e le prime testimonianze si trovano su sarcofagi, anche se l'origine va cercata nell'iconografia imperiale.
Il nome di traditio legis dato a questo tipo di raffigurazione deriva dalla scritta "DOMINUS LEGEM DAT" che compare sul rotolo che Cristo porge a Pietro in un mosaico del Battistero di San Giovanni in Fonte a Napoli.
Leggermente diversa come concetto, ma derivata dallo schema della "traditio legis" è la "traditio pacis", che si trova raffigurata nel Mausoleo di Santa Costanza.

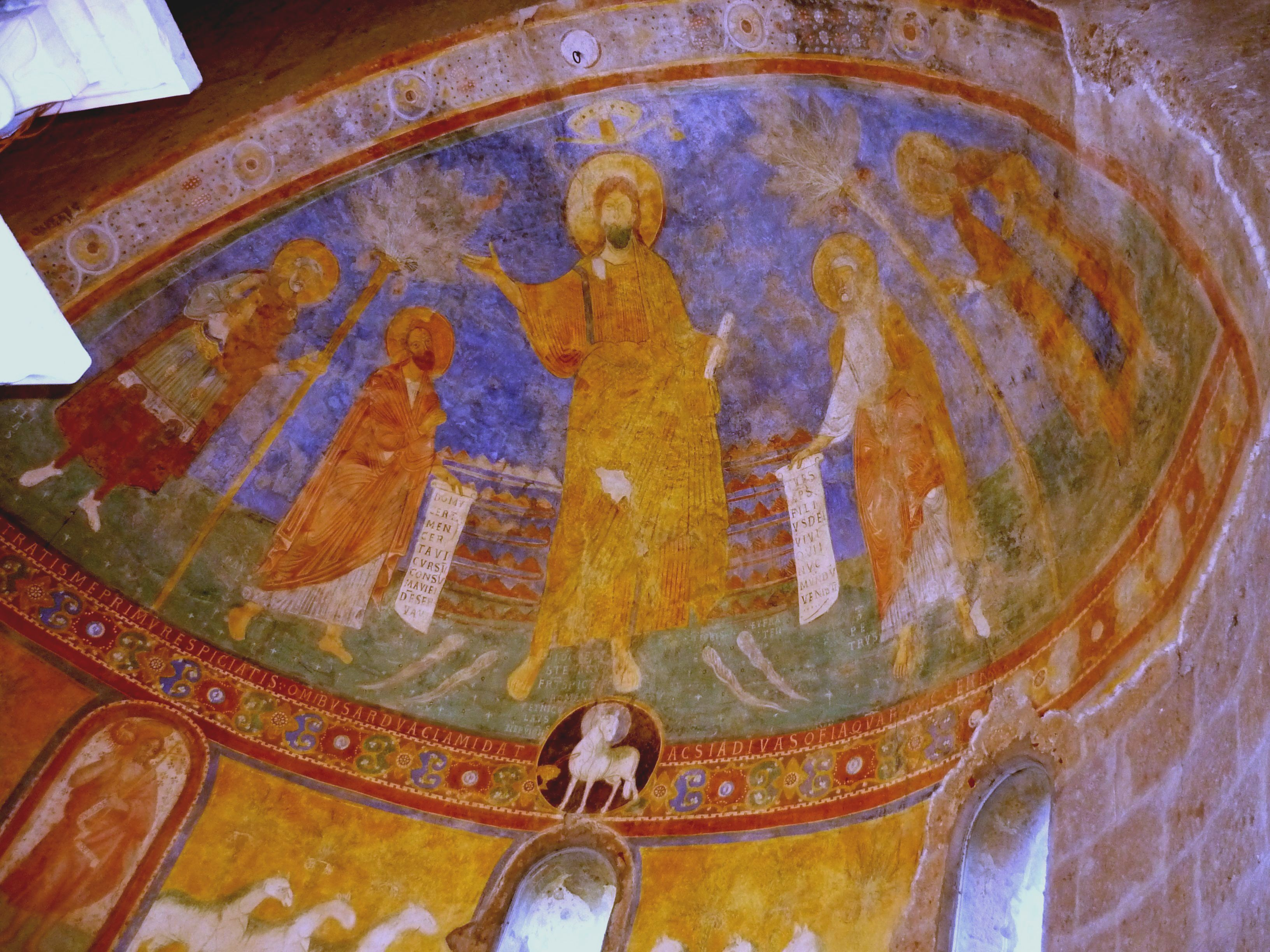
Abside della chiesa di Sant'Elia presso Viterbo
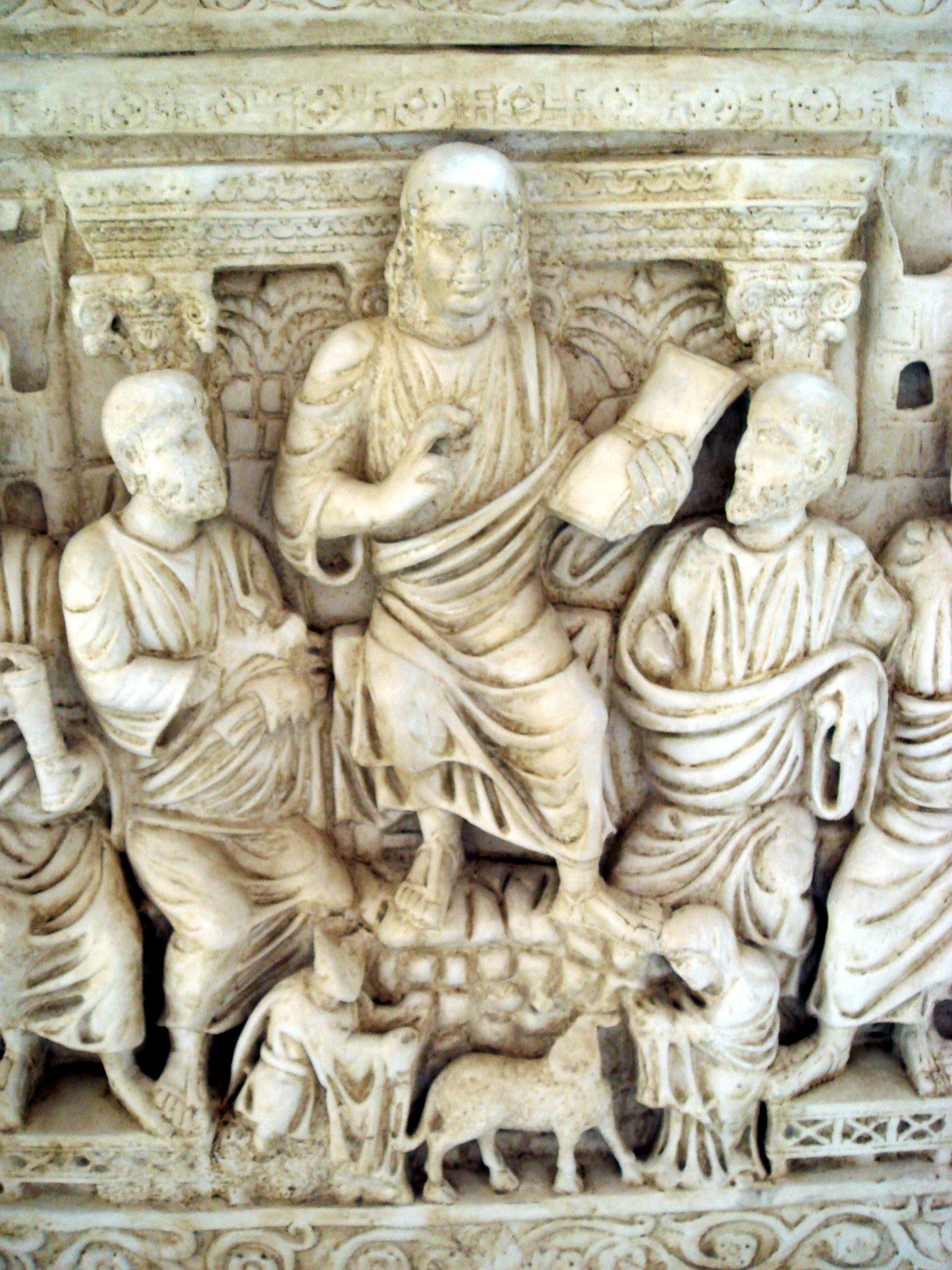
Sarcofago di Stilicone, Museo della civiltà romana, Roma
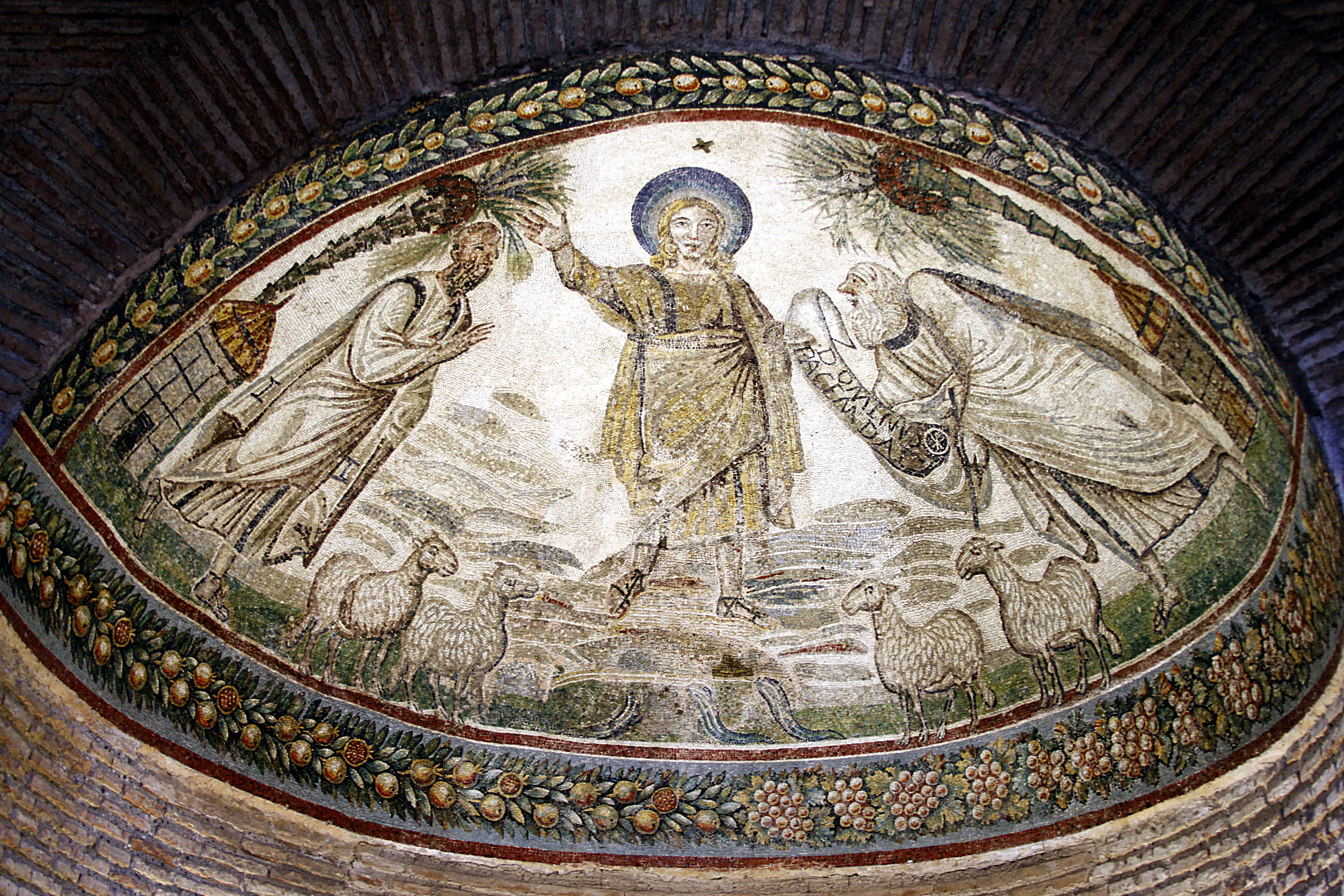
Mosaico nel mausoleo di  Santa Costanza